# Euglesa hinzi
Euglesa hinzi is een zoetwater tweekleppigensoort uit de familie van de Sphaeriidae. De wetenschappelijke naam van de soort werd in 1975 voor het eerst geldig gepubliceerd door Hans Kuiper.